# Джонсон Седено, Юдель
Юдель Джонсон Седено (исп. Yudel Johnson Cedeno, 6 июня 1981) — кубинский боксёр, призёр Олимпийских игр 2004 года и Панамериканских игр 1999 года.